# 5 Canum Venaticorum
Désignations
5 Canum Venaticorum (en abrégé 5 CVn) est une étoile binaire probable de la constellation boréale des Chiens de chasse. Elle est visible à l'œil nu avec une magnitude apparente de 4,77. D'après la mesure de sa parallaxe annuelle par le satellite Gaia, le système est distant d'environ 115 pc (∼375 al) de la Terre. Il s'en rapproche à une vitesse radiale héliocentrique de −13,7 km/s.

## Propriétés
La composante visible du système est une étoile géante jaune de type spectral G7 III Ba0,3, avec la notation « Ba0,3 » dans son suffixe qui indique qu'il s'agit d'une étoile à baryum légère. Son atmosphère a été enrichie en éléments issus du processus s, très probablement fournis par un compagnon en orbite qui est depuis devenu une naine blanche. L'étoile primaire est âgée de 530 millions d'années et elle est 2,96 fois plus massive que le Soleil. Son rayon est 12 fois plus grand que le rayon solaire, elle est 174 fois plus lumineuse que le Soleil et sa température de surface est de 5 098 K.

## Nomenclature
5 Canum Venaticorum est la désignation de Flamsteed de l'étoile. En astronomie chinoise traditionnelle, elle est habituellement associée à l'astérisme de Xiang, soit le « premier ministre ».